# Valor de verdad
En lógica, un valor de verdad es un valor que indica en qué medida una declaración es verdad. En lógica clásica bivalente los valores de verdad solo son dos, usualmente designamos verdadero y falso (y a veces representados por pares como (1,0) o (V,F), etc.). Sin embargo la lógica polivalente el conjunto de valores de verdad incluye otras posibilidades, e incluso en lógica modal la descripción del valor de verdad requiere la noción más compleja de mundos posibles. En lógica difusa  el valor de verdad es cualquier número real en el intervalo cerrado [0,1].

## Introducción
El valor de verdad de la proposición «llueve y no llueve» es una contradicción y siempre será falsa, con independencia del valor que consideremos V o F de “llueve” (p) y de “no llueve” (¬p). La función de verdad “no” se define mediante una tabla de verdad.
Algebraicamente, el conjunto {verdadero, falso}, o función lógica, forma un álgebra booleana simple (subdirectamente irreducible). Otras álgebras booleanas se pueden utilizar como conjuntos de valores de verdad en lógicas multi-valuadas, mientras que la lógica intuicionista generaliza las álgebras booleanas a álgebras de Heyting. 
En la teoría de los topos, el clasificador de subobjetos de los topos toma el lugar del conjunto de valores de verdad. 
Esta nomenclatura está quizás más de acuerdo con los usos que prevalecen en matemáticas que con los de la filosofía.